# Джоузеф Мбонг
Джоузеф Есиен Мбонг е професионален футболист, който играе като ляво крило за израелския клуб Ирони Кирят Шмона, под наем от малтийския Хамрун Спартанс. Състезава се за националния отбор на Малта.

## Личен живот
Мбонг е роден на роден на 15 юли 1997 г. и е от нигерийски произход. Баща му Есиен Мбонг също е футболист, който прекарва по-голямата част от кариерата си в Хибърнианс. Той е по-големият брат на малтийския национал Пол Мбонг и нападателя на Сигиеви – Еманюел Мбонг.